# A Quien Quiera Escuchar
A Quien Quiera Escuchar (tiếng Anh: To Those Who Want to Listen) là album phòng thu thứ 10 của nam nghệ sĩ thu âm người Puerto Rico Ricky Martin. Album phát hành vào ngày 10 tháng 2 năm 2015 bởi Sony Music Latin.

## Bối cảnh sản xuất
Cuối tháng 12 năm 2014, trên trang cá nhân của mình ở một mạng xã hội, Martin tiết lộ tên album mới sẽ là A Quien Quiera Escuchar thông qua một đoạn video và rằng nó sẽ được phát hành vào ngày 10 tháng 2 năm 2015. Anh viết: "Chúng ta sắp được đón một năm mới thú vị với nhiều những sản phẩm âm nhạc, những buổi tiệc tùng và những khoảnh khắc lãng mạn." Trong một đoạn video khác, Martin cũng tiết lộ danh sách bài hát cho album bằng việc viết tên những bài hát lên một tờ giấy nhỏ.

## Các đĩa đơn
"Adiós" được phát hành thành đĩa đơn mở đường cho album, ra mắt trên các trạm phát thanh của Uforia tại Hoa Kỳ và tại Puerto Rican vào ngày 22 tháng 9 năm 2014. Đĩa đơn được gửi đến cho các nhà phát hành kĩ thuật số vào ngày 23 tháng 9 với 3 phiên bản: phiên bản tiếng Tây Ban Nha, phiên bản tiếng Anh và phiên bản tiếng Anh-tiếng Pháp. "Adiós" được nhận xét là một bài hát mang hương vị của nhiều nền âm nhạc trên thế giới chỉ trong thời lượng 3 phút 58 giây. Trong bài hát có xuất hiện những "âm thanh nguyên gốc" và chứa những ảnh hưởng của nhiều khu vực khác nhau trên thế giới mà Martin đã đặt chân tới trong năm 2014. Haley Longman, người đảm nhiệm vai trò đánh giá album của tạp chí OK! đã ca ngợi sự đa dạng về mặt ngôn ngữ của Martin và viết rằng Martin đã truyền tải chúng dưới dạng một bài hát với "Adiós". Đĩa đơn ra mắt tại vị trí #22 trên bảng xếp hạng US Billboard Hot Latin Songs, trở thành đĩa đơn thứ 41 của Martin lọt vào bảng xếp hạng. Sau màn trình diễn của Martin tại lễ trao giải Latin Grammy lần thứ 15, đĩa đơn nhảy từ vị trí #16 lên vị trí #9 trên bảng xếp hạng và trở thành đĩa đơn thứ 24 của Martin lọt vào top 10 Hot Latin Songs. Qua đó, Martin được sánh ngang với ca sĩ Gloria Estefan trong danh sách những nghệ sĩ có nhiều đĩa đơn lọt vào top 10 nhất với 39 đĩa-đơn-top-10. Đĩa đơn thứ ba, "La Mordidita", phát hành vào ngày 21 tháng 4 năm 2015.

## Diễn biến thương mại
A Quien Quiera Escuchar ra mắt tại vị trí quán quân bảng xếp hạng US Billboard Top Latin Albums và tại vị trí #20 trên bảng xếp hạng US Billboard 200 với doanh số đạt 25.000 bản tính đến hết ngày 15 tháng 2 năm 2014, theo báo cáo của Nielsen Music. Đây là album thứ sáu của Martin đạt vị trí quán quân bảng xếp hạng này.

## Đánh giá chuyên môn
| Đánh giá chuyên môn | Đánh giá chuyên môn |
| Nguồn đánh giá      | Nguồn đánh giá      |
| Nguồn               | Đánh giá            |
| ------------------- | ------------------- |
| AllMusic            | [ 11 ]              |
| The Heral-Standard  | tích cực            |
| El Nuevo Día        | tích cực            |
| Yahoo! GMA          | [ 14 ]              |

Clint Rhodes của The Herald-Standard đánh giá album tích cực và ca ngợi phần sáng tác và phần lời ca về tình yêu, "A Quien Quiera Escuchar rất đáng để thưởng thức với nhịp điệu dance-floor gây nghiện và sự quyến rũ nóng bỏng. Nó chạm đến những điều mà con người dễ bị tổn thương, niềm đam mê và sự an lạc." Allan Raible của Yahoo! GMA thì lại nhận xét: "Đây không phải là một album với những ngôn từ sáo rỗng đơn giản. Đây là hiện thân của một Latin-pop đã được hoàn thành tốt với cái nhìn khách quan về sự phối dàn nhạc và sự trình diễn."

## Danh sách và thứ tự các bài hát
- Tất cả bài hát đều được sản xuất bởi Julio Reyes Copello, ngoại trừ "Adiós" được sản xuất bởi Jesse "Belief" Shatkin, Yotuel Romero và Antonio Rayo Gibo.[15]

| STT              | Nhan đề                              | Sáng tác                                             | Thời lượng |
| ---------------- | ------------------------------------ | ---------------------------------------------------- | ---------- |
| 1.               | "Adiós"                              | Ricky Martin Yotuel Romero Antonio Rayo Gibo         | 4:00       |
| 2.               | "Disparo al Corazón"                 | Martin Pedro Capó Yoel Henriquez Rafael Esparza Ruiz | 3:50       |
| 3.               | "Isla Bella"                         | Yomero Beatriz Luengo Omar Alfanno                   | 4:55       |
| 4.               | "Perdóname"                          | Martin Yomero Luengo Rayo Gibo                       | 4:00       |
| 5.               | "Náufrago"                           | Martin Yomero Rayo Gibo                              | 3:26       |
| 6.               | "La Mordidita" (hát cùng với Yotuel) | Martin Capó José Gómez Romero Luengo                 | 3:31       |
| 7.               | "Cuanto Me Acuerdo de Ti"            | Martin Yomero Luengo Rayo Gibo                       | 3:31       |
| 8.               | "Mátame Otra Vez"                    | Martin Romero Luengo David Julca Johnny Julca        | 4:03       |
| 9.               | "Nada"                               | Martin Romero Luengo D. Julca J. Julca               | 3:25       |
| 10.              | "A Quien Quiera Escuchar"            | Jorge Ruiz Flores                                    | 4:10       |
| Tổng thời lượng: | Tổng thời lượng:                     | Tổng thời lượng:                                     | 37:31      |

| Bài hát thêm cho phiên bản Cao cấp | Bài hát thêm cho phiên bản Cao cấp     | Bài hát thêm cho phiên bản Cao cấp            | Bài hát thêm cho phiên bản Cao cấp |
| STT                                | Nhan đề                                | Sáng tác                                      | Thời lượng                         |
| ---------------------------------- | -------------------------------------- | --------------------------------------------- | ---------------------------------- |
| 11.                                | "Náufrago" (Phiên bản acoustic)        | Martin Yomero Rayo Gibo                       | 3:20                               |
| 12.                                | "Mátame Otra Vez" (Phiên bản acoustic) | Martin Romero Luengo David Julca Johnny Julca | 4:02                               |
| 13.                                | "Nada" (Phiên bản Dharmik)             | Martin Romero Luengo D. Julca J. Julca        | 3:11                               |
| Tổng thời lượng:                   | Tổng thời lượng:                       | Tổng thời lượng:                              | 48:04                              |

## Xếp hạng

### Xếp hạng tuần
| Bảng xếp hạng (2015)                                  | Vị trí cao nhất |
| ----------------------------------------------------- | --------------- |
| Argentinian Albums (CAPIF)                            | 1               |
| Australian Albums (ARIA)                              | 76              |
| Album Bỉ (Ultratop Vlaanderen)                        | 121             |
| Album Bỉ (Ultratop Wallonie)                          | 97              |
| Italian Albums (FIMI)                                 | 65              |
| Mexican Albums (AMPROFON)                             | 2               |
| South Korean Albums (Gaon)                            | 28              |
| Album Tây Ban Nha (PROMUSICAE)                        | 3               |
| Album Thụy Sĩ (Schweizer Hitparade)                   | 49              |
| Album Hoa Kỳ Billboard 200                            | 20              |
| Album Hoa Kỳ Top Latin (Billboard)                    | 1               |
| Album Hoa Kỳ Latin Pop (Billboard)                    | 1               |
| Đã nhập bảng xếp hạng không hợp lệ BillboardSales\|13 |                 |

## Chứng nhận doanh số
| Quốc gia                                  | Chứng nhận        | Số đơn vị/doanh số chứng nhận |
| ----------------------------------------- | ----------------- | ----------------------------- |
| Argentina (CAPIF)                         | Bạch kim          | 40.000x                       |
| Venezuela (APFV)                          | Vàng              | 5.000x                        |
| México (AMPROFON)                         | Vàng              | 30.000^                       |
| Hoa Kỳ (RIAA)                             | Bạch kim (Latinh) | 60.000^                       |
| ^ Chứng nhận dựa theo doanh số nhập hàng. |                   |                               |